# Genesis (2025)
L'édition 2025 de Genesis est un Pay-per-view de catch (lutte professionnelle) produit par la Total Nonstop Action Wrestling. L'événement a eu lieu le 19 janvier 2025 au Curtis Culwell Center à Garland (Texas). Il s'agit de la 13e édition de Genesis.

## Production
Genesis était un Pay-per-view de catch (lutte professionnelle) annuel produit par la compagnie entre 2005 et 2013, puis un show télévisé entre 2014 et 2018, jusqu'à ce que le 13 décembre 2020, elle annonce que la 12e édition du PPV aura lieu le 9 janvier 2021 au Skyway Studios à Nashville (Tennessee).
Le 26 octobre à Bound for Glory, Santino Marella annonce que la 13e édition du PPV se tiendra le 19 janvier 2025 au Curtis Culwell Center à Garland (Texas).

## Contexte
Les spectacles de la Total Nonstop Action Wrestling (TNA) sont constitués de matchs aux résultats prédéterminés par les scénaristes de la compagnie. Ces rencontres sont justifiées par des storylines – une rivalité entre catcheurs, la plupart du temps – ou par des qualifications survenues dans les shows de la TNA tels que Impact!. Tous les catcheurs possèdent un gimmick, c'est-à-dire qu'ils incarnent un personnage gentil (Face) ou méchant (Heel), qui évolue au fil des rencontres. Un événement comme Genesis est donc un événement tournant pour les différentes storylines en cours.

## Tableau des matchs
| Ordre par numéros | Résultat                                                                                              | Stipulation(s)                                                                         | Temps |
| --- | --- | -------------------------------------------------------------------------------------- | ----- |
| 1P | Jake Something bat Ashante "Thee" Adonis,                                                             | Match simple,                                                                          | 3:55  |
| 2P | Frankie Kazarian bat Leon Slater,                                                                     | Match simple,                                                                          | 9:10  |
| 3 | Moose (c) (avec Alisha Edwards et JDC) bat Ace Austin,                                                | Match simple pour le TNA X Division Championship,                                      | 14:45 |
| 4 | Eric Young et Steve Maclin battent The System (Brian Myers et Eddie Edwards) (avec Alisha Edwards),   | Tag Team match,                                                                        | 7:30  |
| 5 | Spitfire (Dani Luna et Jody Threat) (c) bat Ash et Heather by Elegance (avec The Personal Concierge), | Tag Team match pour les TNA Knockouts World Tag Team Championship,                     | 9:35  |
| 6 | Tessa Blanchard bat Jordynne Grace,                                                                   | Match simple,                                                                          | 20:15 |
| 7 | Mike Santana bat Josh Alexander,                                                                      | « I Quit » match,                                                                      | 23:15 |
| 8 | The Hardys (Matt et Jeff) (c) battent The Rascalz (Trey Miguel et Zachary Wentz),                     | Tag Team match pour les TNA World Tag Team Championship,                               | 14:00 |
| 9 | Masha Slamovich (c) bat Rosemary,                                                                     | Match simple pour le TNA Knockouts World Championship,                                 | 14:05 |
| 10 | Joe Hendry bat Nic Nemeth (c),                                                                        | Match simple pour le TNA World Championship, Ryan Nemeth est banni des abords du ring. | 19:10 |
| La lettre C placée entre parenthèses désigne la personne ou l’équipe championne en titre. P – indique que le match a eu lieu lors du pré-show | |                                                                                        |       |